# Zimmersheim
Zimmersheim är en kommun i departementet Haut-Rhin i regionen Grand Est (tidigare regionen Alsace) i nordöstra Frankrike. Kommunen ligger i kantonen Habsheim som tillhör arrondissementet Mulhouse. År 2022 hade Zimmersheim 1 069 invånare.

## Befolkningsutveckling
Antalet invånare i kommunen Zimmersheim
| Referens: INSEE |